# Б-52 (коктейль)
«Б-52» (англ. B-52) — слоистый коктейль (pousse café) из трёх ликёров (кофейный ликёр, сливочный ликёр и крепкий апельсиновый ликёр — трипл-сек или куантро). Классифицируется как дижестив (десертный). Ранее входил в число официальных коктейлей Международной ассоциации барменов (IBA), категория «Напитки новой эры» (англ. New Era Drinks).

## История
Существует несколько теорий происхождения коктейля «Б-52». Его название связывается с группой The B-52s, с модными в 60-е женскими причёсками, названными в честь бомбардировщика Боинг B-52 «Стратофортресс», или непосредственно с самим бомбардировщиком. Одна теория утверждает, что коктейль был создан в баре «Alice» в Малибу, другая — что коктейль был создан в баре гостиницы «Banff Springs Hotel» в канадской провинции Альберта в 1977 году, или в ресторане «Keg’s steakhouse» в городе Калгари той же провинции; есть и другие претенденты на изобретение коктейля. Существует легенда, что коктейль придумали американские лётчики, расквартированные в Италии во время Второй мировой войны.

## Приготовление
Ликёры осторожно наливают по порядку так, чтобы слои не смешивались (метод «билд»).
Коктейль подаётся в стопке (англ. shot glass) с коктейльной трубочкой.
Верхний слой (Grand Marnier или Куантро) поджигается и коктейль быстро выпивается через трубочку.
Способ подачи «Б-52» с горящим апельсиновым ликёром иногда именуется Flaming B-52.
B-52 обычно подают в рюмке или хересном стакане, хотя при подаче «пылающего B-52» требуется термостойкий стакан. 
Существует вариант, в котором коктейль смешивают с помощью шейкера и подают на льду.

## Вариации
Серия вариантов коктейля носит названия, производные от Б-52, и известны как «серия Б-50»:
- С ореховым ликёром Frangelico вместо апельсинового ликёра, такой коктейль называют «Б-51» (B-51).
- С двумя дополнительными слоями — Frangelico и ром Bacardi, такой коктейль называют B-52 with a Full Payload (Б-52 с полной загрузкой).
- С анисовым ликёром самбука вместо сливочного ликёра, такой коктейль называют «Б-53» (B-53).  Так же «Б-53» встречается вариация с заменой апельсинового ликера на абсент.
- С миндальным ликёром амарето вместо апельсинового ликёра, такой коктейль называют «Б-54» (B-54).
- С абсентом Xenta Absent вместо апельсинового ликёра, такой коктейль называют «Б-55» (B-55).
- С мятным шнапсом вместо сливочного ликёра, такой коктейль называют «Б-57» (B-57).